# Поповка (Гордеевский район)
Поповка — деревня в Гордеевском районе Брянской области, в составе Рудневоробьёвского сельского поселения. Расположена в 5 км к северо-западу от Гордеевки. Население — 165 человек (2010).
В деревне имеется отделение связи, сельская библиотека.

## История
Основана в первой половине XVIII века (вероятно, в 1730-х годах) здешними землевладельцами Шираями как слобода (казачьего населения не имела). До 1781 года входила в Новоместскую сотню Стародубского полка; с 1782 по 1921 в Суражском уезде (с 1861 — в составе Гордеевской волости); в 1921—1929 в Клинцовском уезде (та же волость).
С 1929 года в Гордеевском районе, а в период его временного расформирования (1963—1985) — в Клинцовском районе. До 1954 года — центр Поповского сельсовета. В 1976 году присоединен посёлок Павловка.
Поповка-поп от старо словянского ( посредник).значит основана во времена Ивана Грозного как посредническая застава казаками для общения с поляками и литовцеми и тд.